# Philipp Buttmann (Pädagoge)

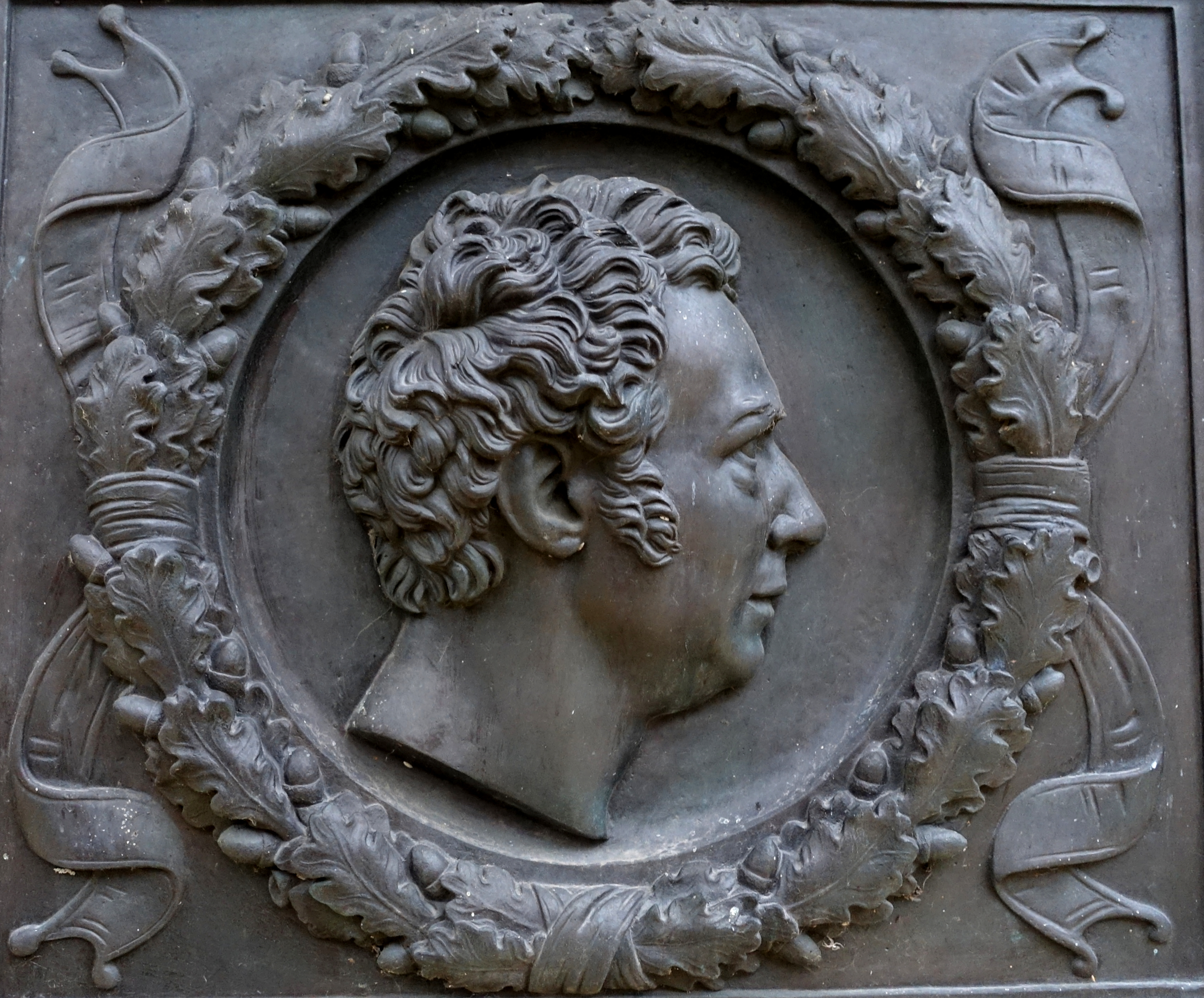
Porträt von Philipp Karl Buttmann auf dem Dorotheenstädtischen Friedhof Berlin

Philipp Karl Buttmann (* 5. Dezember 1764 in Frankfurt am Main; † 21. Juni 1829 in Berlin) war ein deutscher Bibliothekar, Pädagoge, Altphilologe und Mitglied der Berliner Aufklärung. Er gilt als Bindeglied zwischen der „alten“ Philologie Christian Gottlob Heynes und der „neuen“ Philologie Friedrich August Wolfs und August Boeckhs.

## Leben, Leistungen und Wirkung
1685 floh der Urgroßvater Jacques Boudemont wegen der Hugenottenverfolgung aus Flandern nach Philippsburg (Baden-Württemberg). Erst der Vater Buttmanns änderte den Namen in Buttmann. Er ist der Vater der Philologen August Buttmann und Alexander Buttmann und des Theologen Philipp Buttmann.
Buttmann besuchte das Gymnasium in seiner Geburtsstadt Frankfurt am Main. 1782 begann er an der Universität Göttingen bei Christian Gottlob Heyne mit dem Studium der erst seit kurzem selbstständigen Klassischen Philologie. Allerdings war er nur Gast und nicht Vollmitglied an Heynes berühmtem Philologischen Seminar. Selbstkritisch gestand Buttmann später eine gewisse Unstetigkeit während seines Studiums, das er trotz Anraten Heynes nicht mit einer Qualifikationsschrift abschloss, was es ihm nach dem Studienende einige Zeit schwer machte, eine Anstellung zu finden. 1786 wechselte er für ein halbes Jahr an die Universität Straßburg zu Johannes Schweighäuser, der Buttmann bei seinen Arbeiten zu seiner Polybios-Ausgabe einsetzte. Ein Jahr später wurde er Erzieher der Enkelkinder von Leopold I. von Anhalt-Dessau, insbesondere des Erbprinzen. Die Zeit nutzte er zu intensiven Griechischstudien. 1789 wurde er auf Vermittlung der Witwe des Buchhändlers August Mylius unter dem zweiten Bibliothekar Johann Erich Biester Hilfsarbeiter, 1796 Sekretar-Bibliothekar an der Königlichen Bibliothek in Berlin. 1800 wurde Buttmann als Lehrer für Latein und Griechisch an das Joachimsthalsche Gymnasium berufen. 1808 beendete er seine Tätigkeit an der Schule, lehnte aber einen Ruf als Professor an die Universität Landshut ab. Nach seinem Ausscheiden aus dem Schuldienst gründete er 1809 die (Zweite) Gesetzlose Gesellschaft zu Berlin und wurde ihr erster Zwingherr. 1810 wurde Buttmann in die „Einrichtungskommission“ der neu begründeten Berliner Universität berufen und wurde ein Jahr später in Nachfolge seines verstorbenen Freundes Georg Ludwig Spalding Sekretär der Historisch-philologischen Klasse der Königlich-Preußischen Akademie der Wissenschaften, der er schon seit 1806 angehörte. Zunächst wurde diese Wahl etwa von Wilhelm von Humboldt kritisch gesehen, da man Buttmann diese mit viel Verwaltungsarbeit verbundene Tätigkeit, die ihm an sich nicht lag, nicht zutraute. Mit einigen Abstrichen hatte er die Funktion jedoch gut ausgefüllt, Adolf von Harnack bezeichnete die Tätigkeit Buttmanns später als „für die Akademie unersetzlich“. 1816 wurde ihm nach dem Rückzug des mittlerweile zum ersten Bibliothekar aufgestiegenen Biester die Stelle des Ersten Bibliothekars der Königlichen Bibliothek angeboten, die er jedoch ausschlug. Hier wie schon bei dem Rückzug aus der gymnasialen Lehre als auch der Ablehnung von universitären Rufen zeigte sich Buttmanns Unwille, sich in offizielle Funktionen zu begeben. Einzig bei seinen Funktionen bei der Gründung der Berliner Universität wich er von dieser Einstellung ab. Doch auch dort strebte er nicht nach einer Anstellung, hielt aber Vorlesungen ab, woraufhin ihm 1811 der Doktortitel verliehen wurde. Nach der Begründung des Philologischen Seminars durch August Boeckh beschränkte er sich weitestgehend auf Interpretationsübungen zu Römischen Schriftstellern. Doch diese hielt er freiwillig und unvergütet, bis ihn eine Erkrankung zur Aufgabe zwang, bis 1827 ab. Boeckh würdigte dann auch in einem Nachruf gerade diese Uneigennützigkeit Buttmanns. Seit 1820 war er auswärtiges Mitglied der Bayerischen Akademie der Wissenschaften.
Buttmann widmete sich, nachdem er zunächst ein eher unstetiges Forscherleben ohne Spezialisierung gelebt hatte, insbesondere zwei Themenbereichen. Zum einen war dies die Grammatik der Altgriechischen Sprache, wo er in der Tradition Johannes Schweighäuser stand. Hier forschte er vor allem zur Sprachlehre und publizierte hier eine bedeutende Schulgrammatik, die in mehreren Auflagen immer mehr an Umfang zulegte. Angeregt hatte die Arbeit die Witwe Mylius, die das Buch auch in ihrem Verlag als Ergänzung zu Friedrich Gedikes Lesebuch herausbrachte. War es in der ersten Auflage 1792 noch eine kleine Grammatik, wuchs sie über die vermehrten Auflagen 1799 bis zu zwei Bänden in drei Teilen an, die zwischen 1819 und 1827 publiziert wurden. Zu Buttmanns Lebzeiten wurde seine Grammatik 13-mal aufgelegt. 1869 erlebte seine Grammatik die 22. Auflage, in englischer Übersetzung ist sie noch heute in Gebrauch. Im deutschsprachigen Raum wurde sie aufgrund ihrer Klarheit gelobt und schnell weit an Gymnasien verbreitet. Die Grammatik sorgte für einen Aufschwung des Griechisch-Unterrichts im deutschsprachigen Raum und war mehrere Jahrzehnte im Gebrauch und zentrale Grammatik in der schulischen Lehre. Zudem erlebte sie Übersetzungen in mehrere Sprachen. Zum zweiten forschte Buttmann zur griechischen Mythologie. In Nachfolge des von ihm hoch verehrten Lehrers Christian Gottlob Heyne verstand er die antiken Mythen als Ausdruck einer primitiven, vorlogischen und symbolischen Sprache. Er versuchte zum ursprünglichen, historischen Kern der Mythen durchzudringen, indem er die Mythen historisch analysierte. Am Ende hoffte er so, den ursprünglichen Charakter antiker Völker heraus arbeiten zu können. Damit stand er im Widerspruch zu Friedrich Creutzers Symbolismusforschungen. Verbunden hatte er seine beiden bedeutendsten Forschungsbereiche im Lexilogus oder Beiträge zur griechischen Worterklärung, in der er über seine Schulgrammatik hinaus gehende Fragen insbesondere auf Grundlage der Dichter Homer und Hesiod erörterte. Sie hatten insbesondere auf die Homerforschung eine nachhaltige Wirkung. Jacob Wackernagel urteilte, dass erst die Arbeiten Buttmanns zur griechischen Grammatik höheren wissenschaftlichen Ansprüchen genügt hätten. Seine Nachwirkung in der Forschung zur Mythologie ist von weitaus geringerem Gewicht.

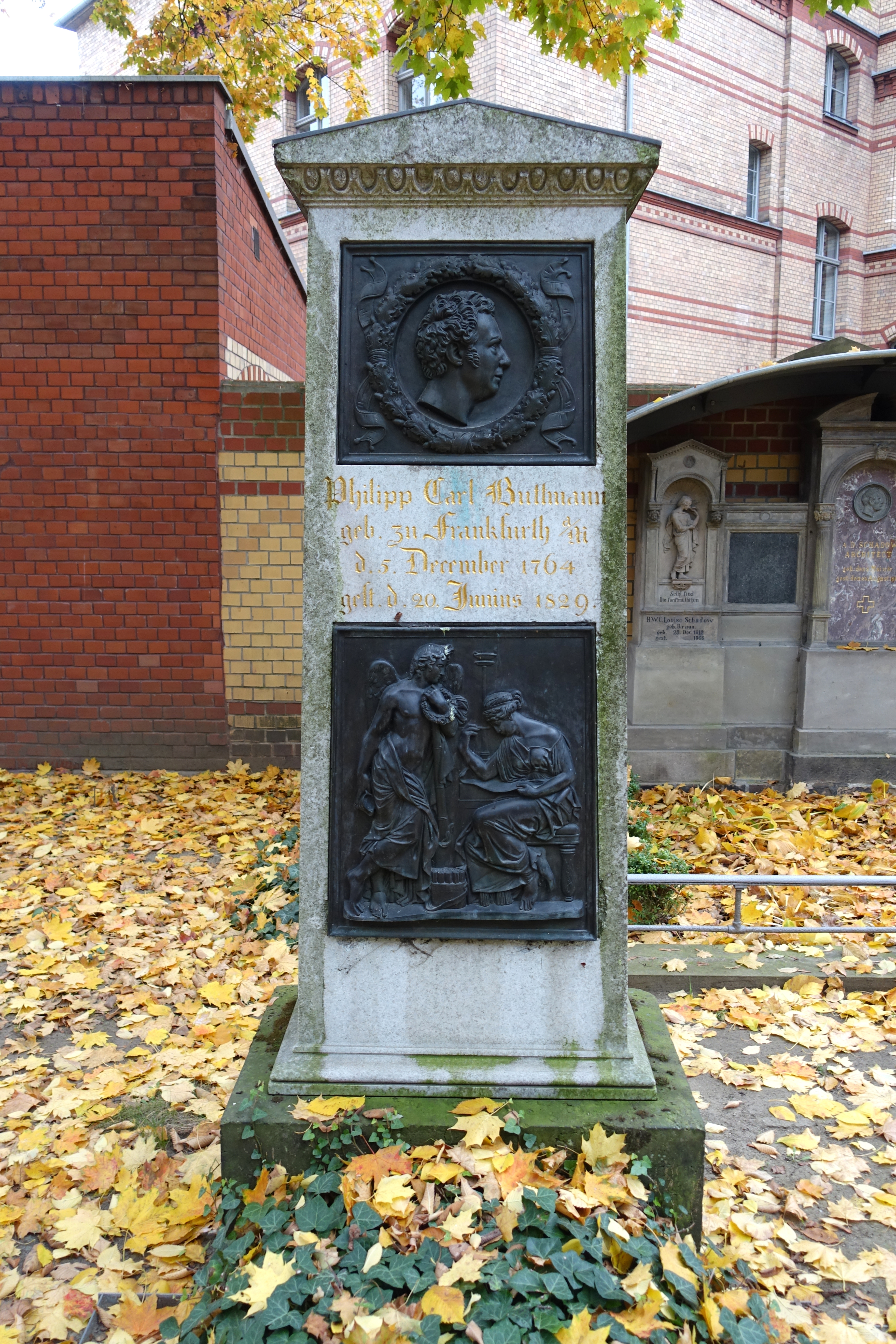
Grab auf dem Dorotheenstädtischen Friedhof.

Buttmann war eine zentrale Figur der Aufklärung in Berlin. Sein Charakter wird als humorvoll, gesellig, liebenswert, selbstlos und kontaktfreudig geschildert. Er verfügte über eine sehr umfassende Allgemeinbildung. Buttmann war nicht zuletzt aufgrund dieser Eigenschaften Teil und zum Teil auch treibende Kraft mehrerer bedeutender Intellektuellenzirkel. Dazu gehörten der Salon der Witwe Mylius sowie die von ihm begründeten Gesellschaft der herodotliebenden Freunde sowie die (Zweite) Gesetzlose Gesellschaft. Zu diesen Kreisen gehörten neben ihm unter anderem Wilhelm von Humboldt, Friedrich Schleiermacher, Friedrich Carl von Savigny sowie August Boeckh. Dem mit Friedrich August Wolf begründeten Museum der Alterthums-Wissenschaft war nur eine kurze Lebensdauer beschieden, 1807 begründet, war der zweite Band 1809 schon wieder der letzte. Dennoch hatte dieses Periodikum einen ungemein großen Einfluss. Ludwig Friedrich Heindorfs Publikation der Platon-Dialoge führte Buttmann nach dessen Tod wie auch Arbeiten anderer Freunde wie Georg Ludwig Spalding und Friedrich Gedike fort. Nach Kritik Wolfs an Heindorfs Werk verteidigte Buttmann diesen, wodurch es zum Bruch zwischen Wolf und Buttmann kam.
Buttmanns Grab findet sich auf dem Dorotheenstädtischen Friedhof.

## Schriften
- Aelteste Erdkunde des Morgenländers, ein biblisch-philologischer Versuch. Mylius, Berlin 1802. (Digitalisat)
- mit Friedrich August Wolf (Hrsg.): Museum der Alterthums-Wissenschaft. 2 Bände. Realschulbuchhandlung, Berlin 1807–1810. (Digitalisat Band 1), (Band 2)
- Lexilogus, oder Beiträge zur griechischen Wort-Erklärung, hauptsächlich für Homer und Hesiod. 2 Bände. Mylius, Berlin 1818. (Digitalisat Band 1), (Band 2)
- Mythologus oder gesammelte Abhandlungen über die Sagen des Alterthums. 2 Bände. Mylius, Berlin 1828–1829. (Digitalisat Band 1), (Band 2)
- Ausführliche griechische Sprachlehre. 2 Bände. Mylius, Berlin 1818. (Digitalisat Band 1), (Band 2,1) Band I, Adamant Media Corporation, 2002, ISBN 0-543-83066-7.
- Buttmann's Larger Greek Grammar. A Greek Grammar for the Use of High Schools and Universities. University of Michigan Library, 2009 (englisch).
- mit Karl Lachmann: Novum Testamentum Graece et Latine. 2 Bände, ISBN 1-108-00764-3.